# Huub Zilverberg
Huub Zilverberg (Goirle, 13 de enero de 1939) fue un ciclista neerlandés que fue profesional entre 1961 y 1969. Durante su carrera consiguió 11 victorias, destacando una etapa al Tour de Francia y otra al Giro de Italia, ambas el 1962.

## Palmarés
- 1959
  - 1.º de la Olympia's Tour y vencedor de una etapa
- 1961
  - 1.º del Tour de Flandes de los Independientes
  - 1.º en Rijen
- 1962
  - 1.º del Gran Premio del Parisien
  - 1.º a Schiedam
  - Vencedor de una etapa en el Tour de Francia
  - Vencedor de una etapa en el Giro de Italia
  - 1.º en Leuze
- 1963
  - 1.º en Rijen
- 1964
  - Vencedor de una etapa en la París-Niza
- 1966
  - Vencedor de una etapa en el Critèrium del Dauphiné Libéré

### Resultados al Tour de Francia
- 1962. Abandona (12.ª etapa). Vencedor de una etapa
- 1963. Abandona (16.ª etapa)
- 1964. 37.º de la clasificación general
- 1966. 64.º de la clasificación general
- 1967. 71.º de la clasificación general
- 1968. Abandona (4.ª etapa)

### Resultados a la Vuelta en España
- 1961. Abandona
- 1966. 26.º de la clasificación general
- 1967. 28.º de la clasificación general
- 1969. 51.º de la clasificación general

### Resultados al Giro de Italia
- 1962 15.º de la clasificación general. Vencedor de una etapa